# 沙罗
沙罗（法語：Chârost，法語發音：[ʃaʁo]），法国中部市镇，位于中央-卢瓦尔河谷大区谢尔省，隶属于布尔日区，其市镇面积为10.97平方公里，2022年1月1日时人口数量为899人，在法国城市中排名第10,692位。
沙罗位于谢尔省西部，阿尔农河畔，其西侧与安德尔省接壤，是一个区域性的中心城市，法国国道N151线和多条公路在此交汇。

## 地名来源
根据当地官方网站的论述，“Chârost”出自拉丁语单词“quadrivium”，意为“十字路口”。
此外，因翻译标准不同，“Chârost”在部分汉语资料中又被译为沙罗斯特。

## 历史
沙罗的早期历史尚不清楚。根据当地官方网站的论述，沙罗早在古罗马时期就已出现人类活动，彼时该地为两条道路的交汇处，其附近逐渐形成聚落。中世纪时，沙罗长期为贝里伯爵及公爵的一处领地，彼时沙罗城内的道路大多较为狭窄，当地民间曾形成“Cela reluit comme à Charost”的借喻表达。13世纪时，沙罗城墙建成。16世纪后，阿尔农河航运中断。1672年，沙罗领主的一名女儿与公爵路易联姻，由此诞生了贝蒂讷-沙罗家族。法国大革命后，沙罗成为谢尔省的一个市镇，并自1793年起成为沙罗县的县治。工业革命期间，途径沙罗的谢尔河畔圣弗洛朗—伊苏丹铁路建成通车，后于20世纪中后期废弃。

## 地理

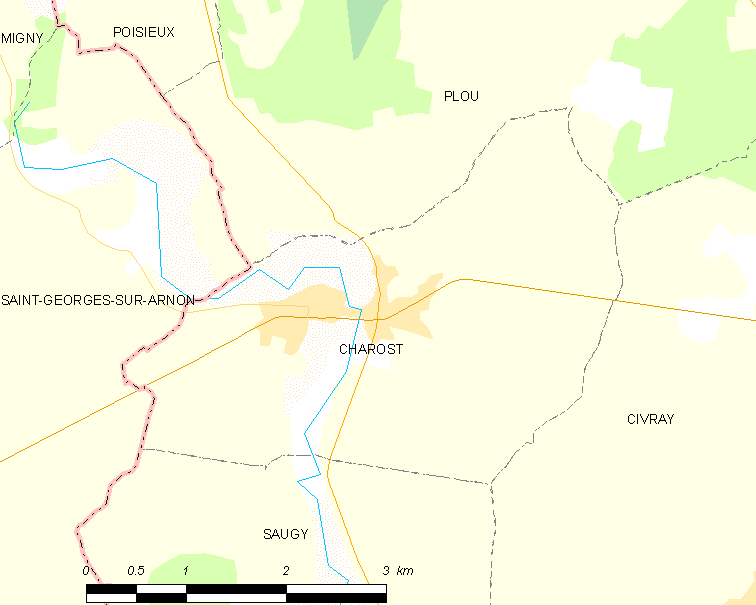
沙罗市镇范围地图

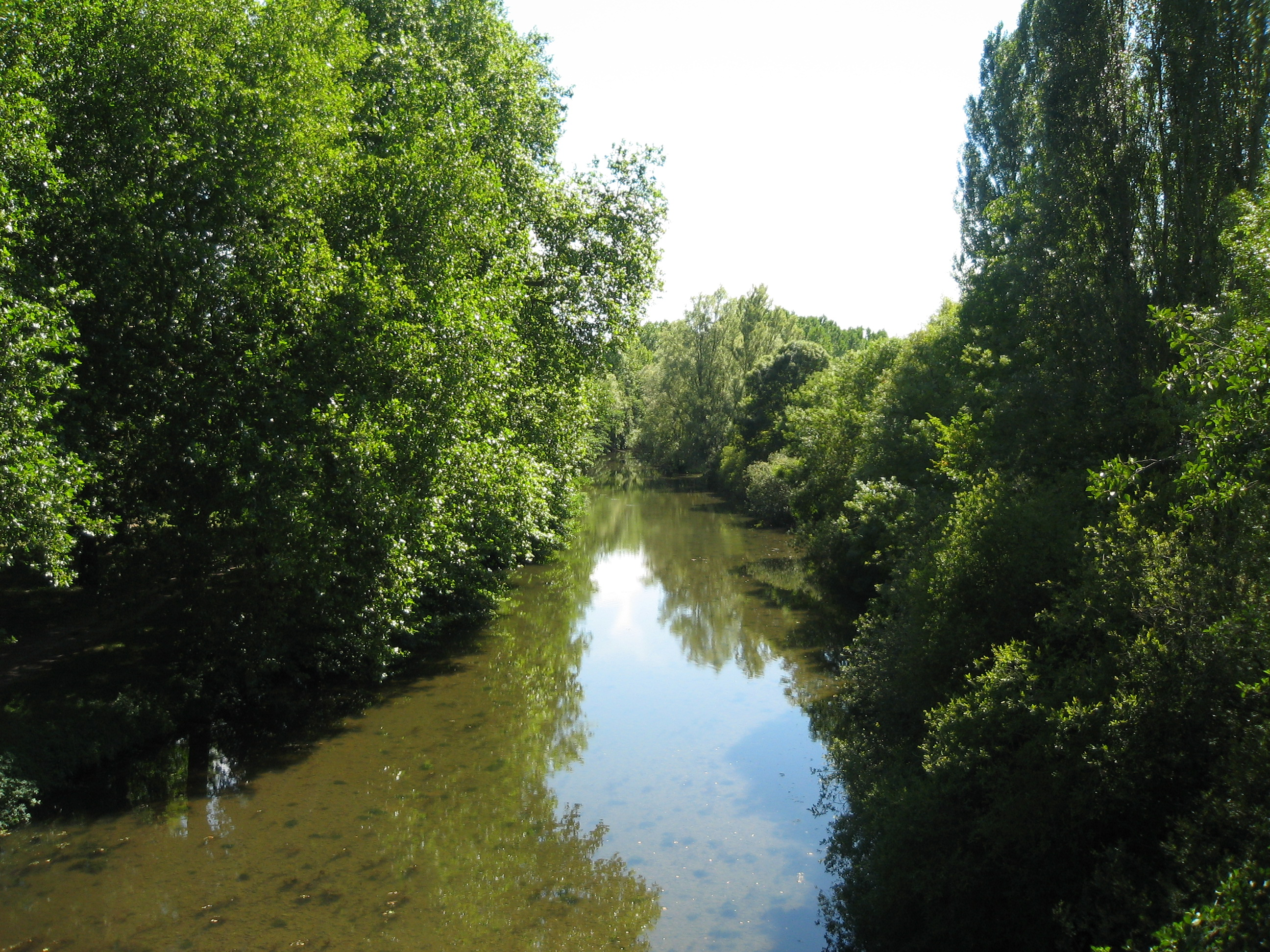
阿尔农河沙罗段

沙罗位于法国中部，中央-卢瓦尔河谷大区东南部和谢尔省西部，距离省会布尔日大约26公里。与沙罗接壤的市镇包括：阿尔农河畔圣乔治、锡夫赖、普卢和索日。

### 地形
沙罗位于贝里地区腹地，境内以平原和缓丘为主，市镇中心地形自阿尔农河向两岸略有抬升，整体地势较为平坦，全境海拔在119到162米之间。

### 水文
阿尔农河自南向西北流经市区，其城市核心区域位于河流左岸，但右岸也有大片居民区分布。

### 植被
沙罗属于温带阔叶混交林区，林地多分布于河流地带。
在鲜花城市的评比中，沙罗暂未被评级。

### 气候
沙罗在柯本气候分类法中属于温带海洋性气候（Cfb）。
距离沙罗最近的常年气象站位于锡夫赖境内，以下为该气象站的数据（其中日照数据取自布尔日气象站）：
| 锡夫赖 1981年－2019年 | 锡夫赖 1981年－2019年 | 锡夫赖 1981年－2019年 | 锡夫赖 1981年－2019年 | 锡夫赖 1981年－2019年 | 锡夫赖 1981年－2019年 | 锡夫赖 1981年－2019年 | 锡夫赖 1981年－2019年 | 锡夫赖 1981年－2019年 | 锡夫赖 1981年－2019年 | 锡夫赖 1981年－2019年 | 锡夫赖 1981年－2019年 | 锡夫赖 1981年－2019年 | 锡夫赖 1981年－2019年 |
| 月份                  | 1月                   | 2月                   | 3月                   | 4月                   | 5月                   | 6月                   | 7月                   | 8月                   | 9月                   | 10月                  | 11月                  | 12月                  | 全年                  |
| --------------------- | --------------------- | --------------------- | --------------------- | --------------------- | --------------------- | --------------------- | --------------------- | --------------------- | --------------------- | --------------------- | --------------------- | --------------------- | --------------------- |
| 历史最高温 °C（°F）   | 17.2 (63.0)           | 21.6 (70.9)           | 25.9 (78.6)           | 28 (82)               | 32.2 (90.0)           | 38.2 (100.8)          | 38.4 (101.1)          | 40.8 (105.4)          | 34.9 (94.8)           | 28.9 (84.0)           | 22.4 (72.3)           | 18 (64)               | 40.8 (105.4)          |
| 平均高温 °C（°F）     | 7 (45)                | 8.8 (47.8)            | 12.8 (55.0)           | 15.7 (60.3)           | 19.9 (67.8)           | 23.8 (74.8)           | 26.2 (79.2)           | 26.2 (79.2)           | 21.7 (71.1)           | 16.8 (62.2)           | 10.7 (51.3)           | 7.1 (44.8)            | 16.4 (61.5)           |
| 日均气温 °C（°F）     | 4.1 (39.4)            | 5 (41)                | 7.9 (46.2)            | 10.2 (50.4)           | 14.3 (57.7)           | 17.7 (63.9)           | 19.9 (67.8)           | 20 (68)               | 16.1 (61.0)           | 12.4 (54.3)           | 7.3 (45.1)            | 4.3 (39.7)            | 11.6 (52.9)           |
| 平均低温 °C（°F）     | 1.1 (34.0)            | 1.2 (34.2)            | 3 (37)                | 4.7 (40.5)            | 8.6 (47.5)            | 11.7 (53.1)           | 13.6 (56.5)           | 13.7 (56.7)           | 10.4 (50.7)           | 7.9 (46.2)            | 4 (39)                | 1.5 (34.7)            | 6.8 (44.2)            |
| 历史最低温 °C（°F）   | −13.2 (8.2)           | −12.5 (9.5)           | −11.8 (10.8)          | −3.4 (25.9)           | −0.7 (30.7)           | 2.5 (36.5)            | 6.1 (43.0)            | 4.5 (40.1)            | 2 (36)                | −6.7 (19.9)           | −9.4 (15.1)           | −12.6 (9.3)           | −13.2 (8.2)           |
| 平均降水量 mm（）     | 53.1 (2.09)           | 46.8 (1.84)           | 49.8 (1.96)           | 63.3 (2.49)           | 72.1 (2.84)           | 56.9 (2.24)           | 72 (2.8)              | 59.5 (2.34)           | 65.3 (2.57)           | 66.9 (2.63)           | 69.2 (2.72)           | 63.1 (2.48)           | 738 (29.1)            |
| 月均日照時數          | 67.9                  | 88.6                  | 151                   | 175.7                 | 210                   | 224.9                 | 239                   | 232.7                 | 185.8                 | 124.5                 | 72.2                  | 55.3                  | 1,827.6               |
| 来源：infoclimat.fr   |                       |                       |                       |                       |                       |                       |                       |                       |                       |                       |                       |                       |                       |

## 行政区划
沙罗的市镇编号为18055，邮政编号为18290。
在行政管理方面，沙罗隶属于法国中央-卢瓦尔河谷大区谢尔省布尔日区；在地方选举方面，沙罗是沙罗县的中央投票站所在地，其市镇范围全境被划入谢尔省第二选区；在社会管理方面，沙罗是伊苏丹地区市镇公共社区的组成部分。
截至2024年6月，沙罗市镇范围内暂无任何城市敏感街区及城市政策优先街区。
法国国家统计与经济研究所（简称“INSEE”）在进行数据统计时，未将沙罗划入任何城市核心区（Unité urbaine）及城市区（Aire urbaine）。自2020年起，沙罗被划入包含111个市镇的布尔日城市辐射区。此外，INSEE还将沙罗市镇整体看作一个“块区”（IRIS），以便于统计人口分布情况。

## 交通

### 公路
法国国道N151线和谢尔省省道D16线、D16E线、D18线、D88线和D149线在沙罗境内交汇。中央-卢瓦尔河谷大区城际客运（商业名称为“Rémi”）下属的城际客运V线经停沙罗，可通往沙托鲁、布尔日、伊苏丹等地。
2020年，72.2%的沙罗家庭拥有至少一辆私人汽车。2021年，沙罗境内共发生各类交通事故2起，造成2人重伤。
| 12 | 39 |

| 7 | 21 |

| 布尔日 | 26 |

| 谢尔河畔圣弗洛朗 | 11 |

| 维耶尔宗 | 29 |

| 勒伊 | 15 |

| 伊苏丹 | 12 |

| 圣利宰涅 | 8 |

### 铁路
途径沙罗的谢尔河畔圣弗洛朗—伊苏丹铁路已于1972年彻底废弃。
距离沙罗最近的运营中的客运铁路车站为7.5公里外的圣利宰涅站，该站停靠往返于奥尔良和克勒兹河畔阿让通一线的区域列车，部分班次可直通利摩日。

### 航空
沙罗距离沙托鲁机场的公路里程大约40公里。

### 城市公共交通
沙罗是伊苏丹城市公共交通（商业名称为“TIGR”）的服务范围。截至2024年6月，该系统共包括一条市区线路和三条郊区线路，其中郊区2路经过沙罗市区。

## 政治

### 市政内阁

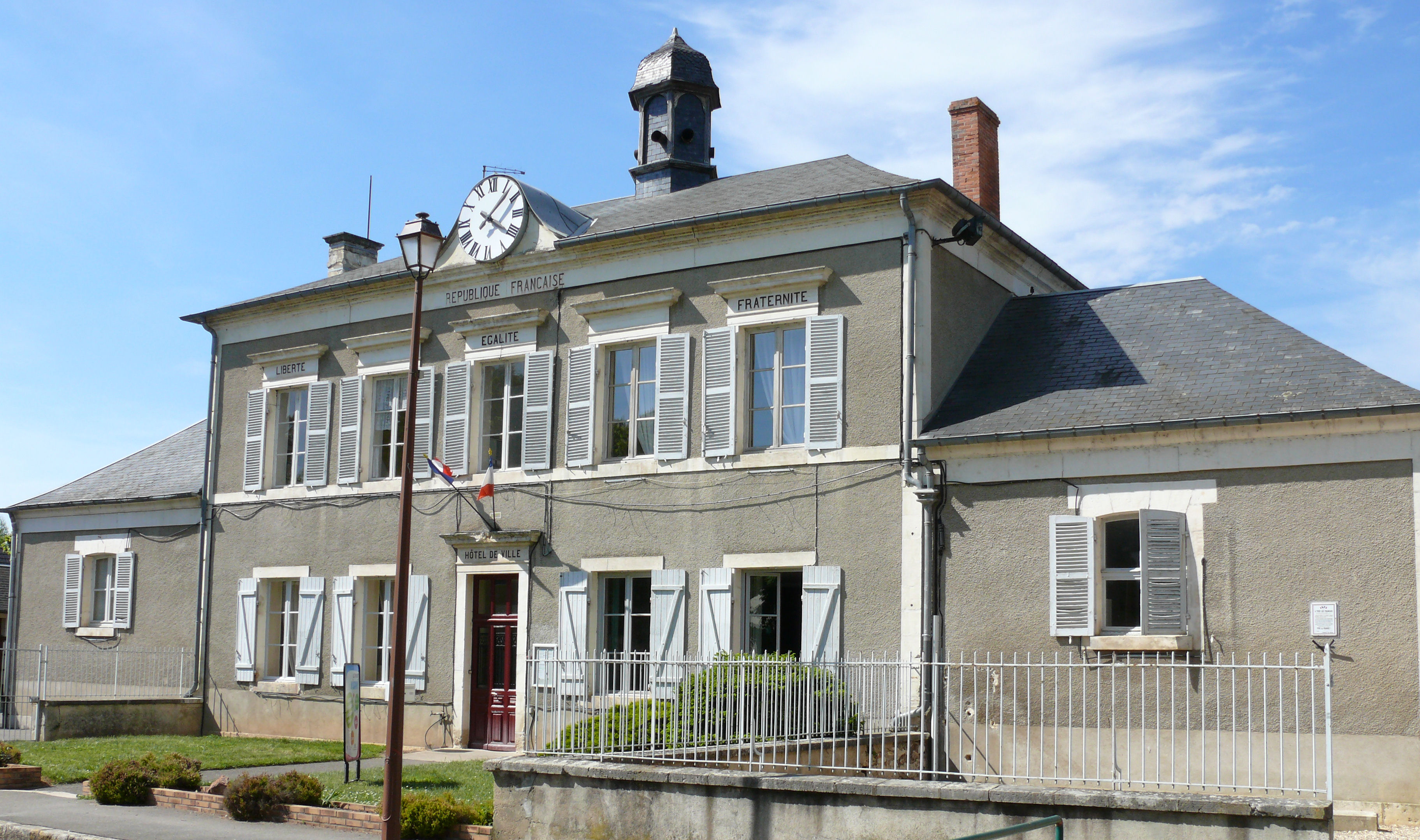
沙罗市政厅

沙罗的现任市长为吕多·科斯特先生（Ludo COSTE），他是一名左翼无党派人士，在2020年的市政选举中获得了57.38%的支持率。
| 沙罗历届市长           | 沙罗历届市长           | 沙罗历届市长      |
| 任期                   | 市长                   | 党派              |
| ---------------------- | ---------------------- | ----------------- |
| （1987年以前资料暂缺） |                        |                   |
| 1987年－2020年         | Jean BALON 让·巴隆     | UDF法国民主联盟   |
| 2020年－               | Ludo COSTE 吕多·科斯特 | DVG左翼无党派人士 |

### 各级选举
| 沙罗历届投票选举结果 | 沙罗历届投票选举结果 | 沙罗历届投票选举结果 | 沙罗历届投票选举结果 | 沙罗历届投票选举结果             | 沙罗历届投票选举结果 | 沙罗历届投票选举结果 | 沙罗历届投票选举结果         | 沙罗历届投票选举结果 | 沙罗历届投票选举结果 |
| 选举项目             | 选举范围             | 选区单位             | 选区单位内的选举结果 | 选区单位内的选举结果             | 选区单位内的选举结果 | 选区单位内的选举结果 | 选区单位内的选举结果         | 选区单位内的选举结果 | 参考资料             |
| 选举项目             | 选举范围             | 选区单位             | 第一轮胜出者         | 第一轮胜出者                     | 支持率               | 第二轮胜出者         | 第二轮胜出者                 | 支持率               | 参考资料             |
| -------------------- | -------------------- | -------------------- | -------------------- | -------------------------------- | -------------------- | -------------------- | ---------------------------- | -------------------- | -------------------- |
| 2017年法國總統選舉   | 法國                 | 市镇                 |                      | 玛丽娜·勒庞                      | 33.63%               |                      | 埃马纽埃尔·马克龙            | 50.51%               | [ 25 ]               |
| 2017年法国立法选举   | 谢尔省第二选区       | 市镇                 |                      | 纳迪亚·埃萨扬                    | 21.39%               |                      | 尼古拉·桑叙                  | 54.78%               | [ 25 ]               |
| 2019年欧洲议会选举   | 法國                 | 市镇                 |                      | 若尔丹·巴尔代拉                  | 39.66%               | （不适用）           | （不适用）                   | （不适用）           | [ 27 ]               |
| 2021年法国省级选举   | 谢尔省               | 县                   |                      | 菲利普·沙雷特 玛丽-利娜·西雷     | 50.12%               |                      | 菲利普·沙雷特 玛丽-利娜·西雷 | 57.8%                | [ 28 ] [ 29 ]        |
| 2021年法国省级选举   | 谢尔省               | 市镇                 |                      | 艾米莉·孔潘·贝尔纳绍 吕多·科斯特 | 51.26%               |                      | 菲利普·沙雷特 玛丽-利娜·西雷 | 50.48%               | [ 28 ] [ 29 ]        |
| 2021年法国大区选举   |                      | 市镇                 |                      | 亚历山大·尼科利奇                | 31.88%               |                      | 弗朗索瓦·博诺                | 42.73%               | [ 30 ]               |
| 2022年法国总统选举   | 法國                 | 市镇                 |                      | 玛丽娜·勒庞                      | 41.44%               |                      | 埃马纽埃尔·马克龙            | 61.15%               | [ 25 ]               |
| 2022年法国立法选举   | 谢尔省第二选区       | 市镇                 |                      | 克里斯蒂娜·波利                  | 40.3%                |                      | 克里斯蒂娜·波利              | 55.41%               | [ 25 ]               |
| 2024年欧洲议会选举   | 法國                 | 市镇                 |                      | 若尔丹·巴尔代拉                  | 55.28%               | （不适用）           | （不适用）                   | （不适用）           | [ 25 ]               |

## 人口
2021年，沙罗市镇人口数量为912，在法国排名第10,692位。其中男性456人，女性466人，75岁及以上人口占9.6%，外籍人口数量为18人，人口密度为83人/平方公里，当地居民被称为（男性）或（女性）。Nssces(2022)年，沙罗境内出生7人，死亡人口8人。
| 沙罗1901年－2021年人口变化情况 |
|                                |
| 数据来源：Cassini、INSEE       |

## 经济

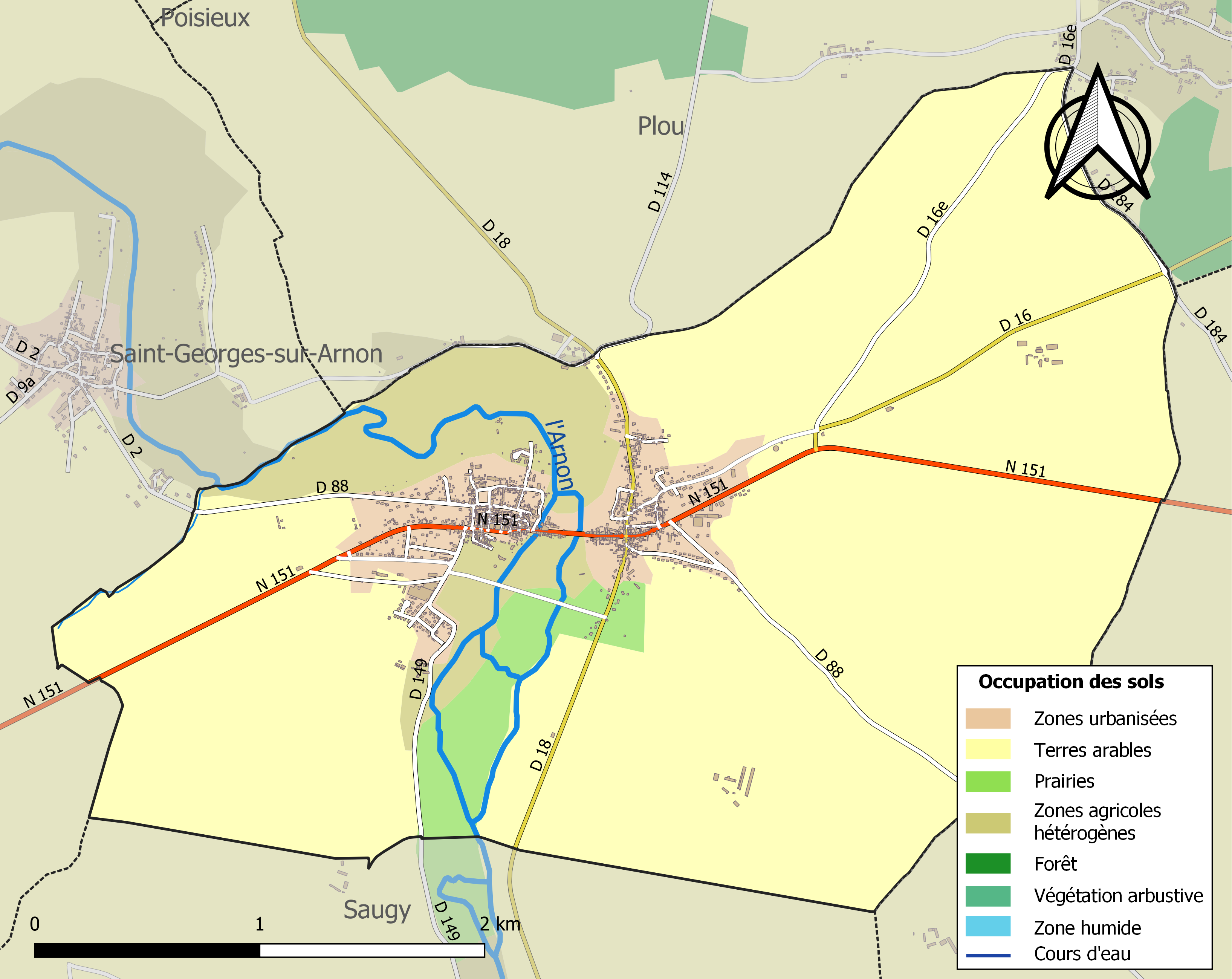
沙罗土地利用情况地图

2023年，沙罗市镇范围内共有各类用人单位（包含自雇）84家，比上一年同期新增4家。

## 财政与居民收入
2022年，沙罗的财政收入总额为631,400欧元，财政支出总额为606,190欧元，当年的债务总额为458,980欧元。2022年，沙罗市镇通过增值税获得4,560欧元的收入，此外当地还共获得了182,610欧元的国家直接财政补助。
| 沙罗居民收入情况                                 | 沙罗居民收入情况 | 沙罗居民收入情况      | 沙罗居民收入情况 |
| 内容                                             | 沙罗             | 法国                  | 统计年份         |
| ------------------------------------------------ | ---------------- | --------------------- | ---------------- |
| 征税家庭总数                                     | 472              | 1,081（法国市镇平均） | 2022年           |
| 居民平均月收入                                   | 1,764欧元        | 2,435欧元             | 2022年           |
| 高级职员人均月收入                               | 不详             | 4,331欧元             | 2021年           |
| 中级职员人均月收入                               | 不详             | 2,470欧元             | 2021年           |
| 普通职员人均月收入                               | 不详             | 1,801欧元             | 2021年           |
| 贫困率                                           | 不详             | 14.5%                 | 2020年           |
| 青壮年（15至64岁）失业率                         | 12.5%            | 7.4%                  | 2020年           |
| 征税家庭数量占比                                 | 37.5%            | 45.5%                 | 2020年           |
| 家庭年均纳税                                     | 1,384欧元        | 4,393欧元             | 2022年           |
| 资料来源：INSEE、L'Internaute、Le Journal du Net |                  |                       |                  |

## 社会事务

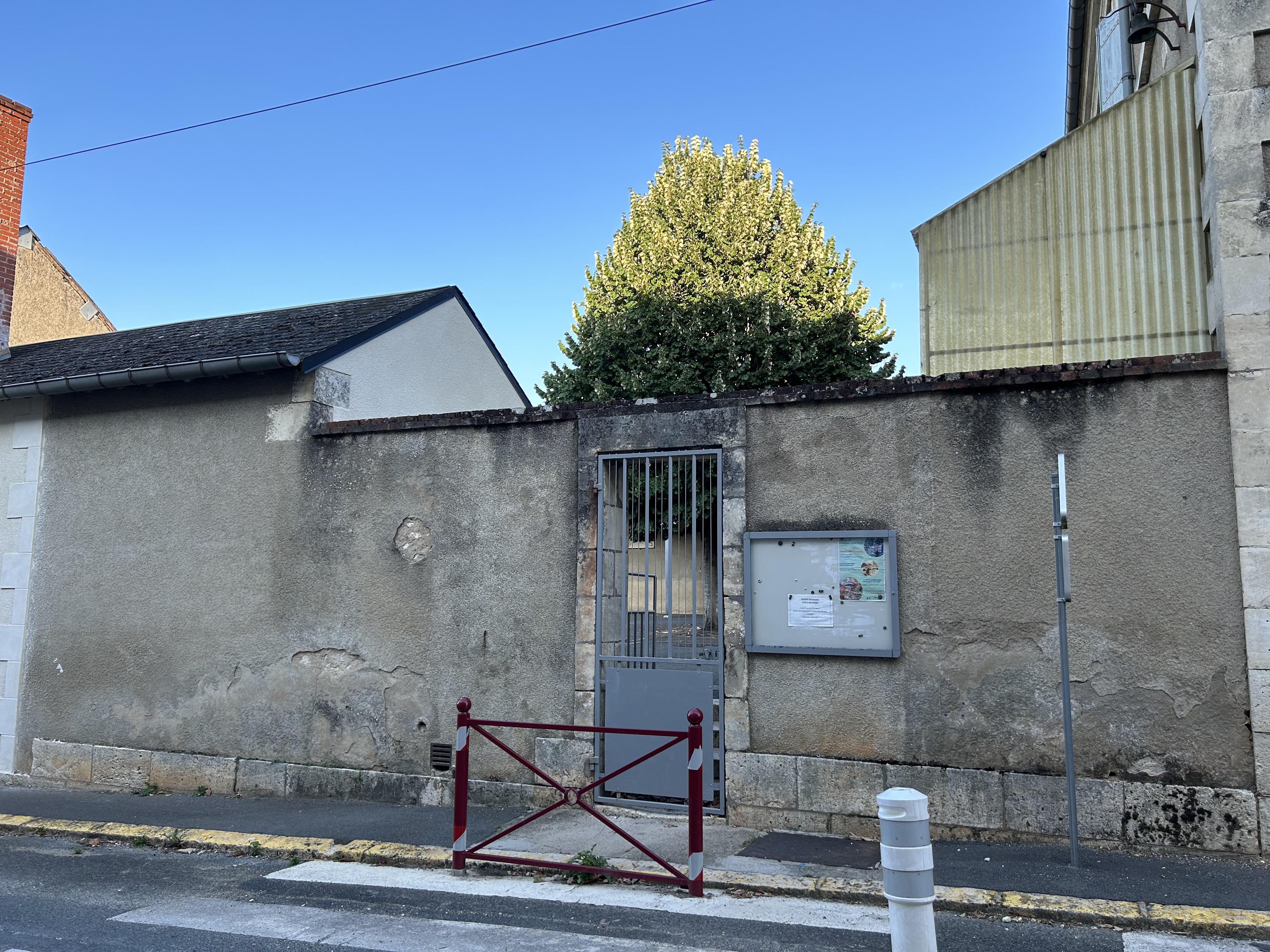
沙罗的一所学校

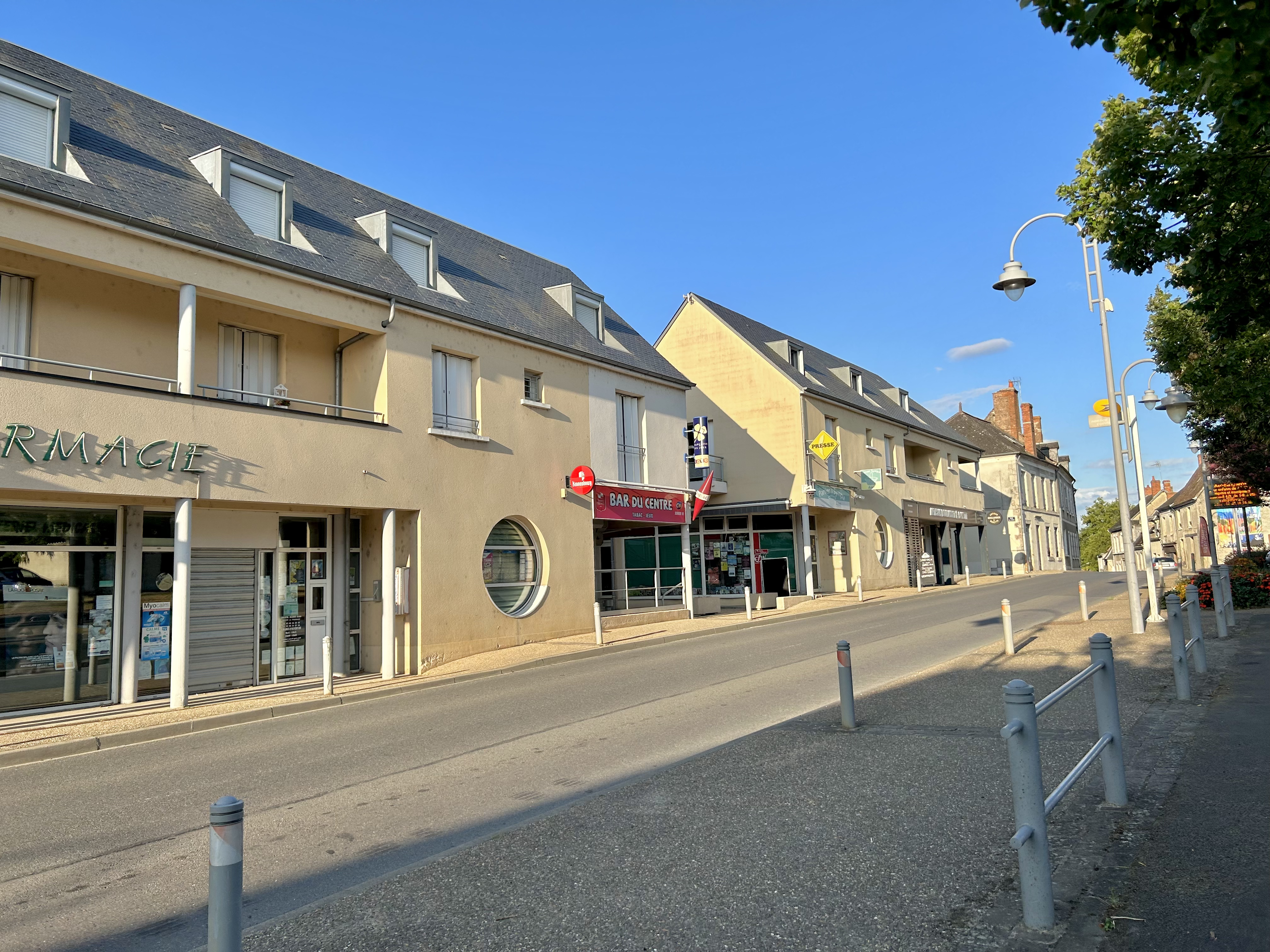
镇中心的商铺

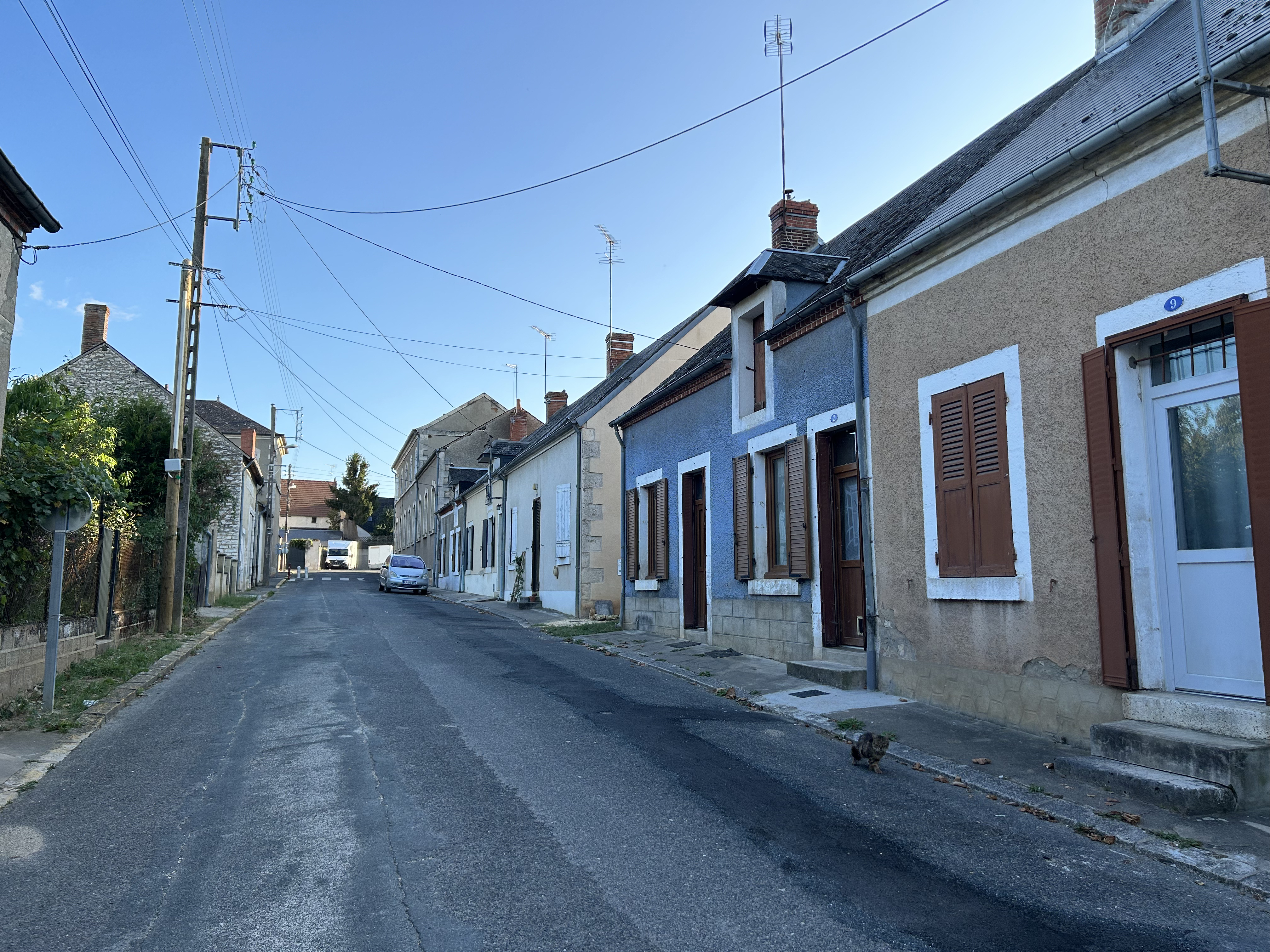
学校街附近的传统民居

### 教育
沙罗属于奥尔良-图尔学区。截至2021年1月1日，沙罗境内共有1所小学。

### 医疗
截至2022年1月1日，沙罗境内共有全科医生1名、保健师1名、护士4名和药房1家。
距离沙罗最近的区域性医疗机构为伊苏丹中心医院（Centre Hospitalier d'Issoudun），其主病区白塔医院（Hôpital de la Tour Blanche）位于伊苏丹市区，距离沙罗市区的正常车程大约12分钟，该院设有床位413个。

### 住房
2020年，沙罗境内共有各类住房565套，其中94.5%为独立式住宅，4.6%为集中式住宅。常住房屋占沙罗市镇范围内居民建筑总量的81.9%。
在住房保障政策方面，2022年，沙罗境内共有57户家庭获得了住房经济补助，受益人数占总人口数量的6.3%，其中48份为房租补助。

### 商业
2021年，沙罗境内共有各类实体商铺13家，其中杂货店2家、面包房1家、肉铺1家、美容美发店1家、汽车维修店1家。

### 体育
2021年，沙罗境内共有2处网球场以及1处足球或橄榄球场。
截至2024年6月，沙罗境内暂无任何注册足球俱乐部。

### 环境
沙罗的环境事务由其所属的伊苏丹地区市镇公共社区联合各级政府协调负责。2021年，沙罗境内暂无污染企业。

### 治安
沙罗及其附近的共55个市镇是维耶尔宗国家宪兵队（zone gendarmerie de Vierzon）的管辖范围。2020年，该宪兵队累计记录各类案件1,459起，其中盗窃类案件708起，经济类案件243起，毒品交易类案件64起。

## 文化

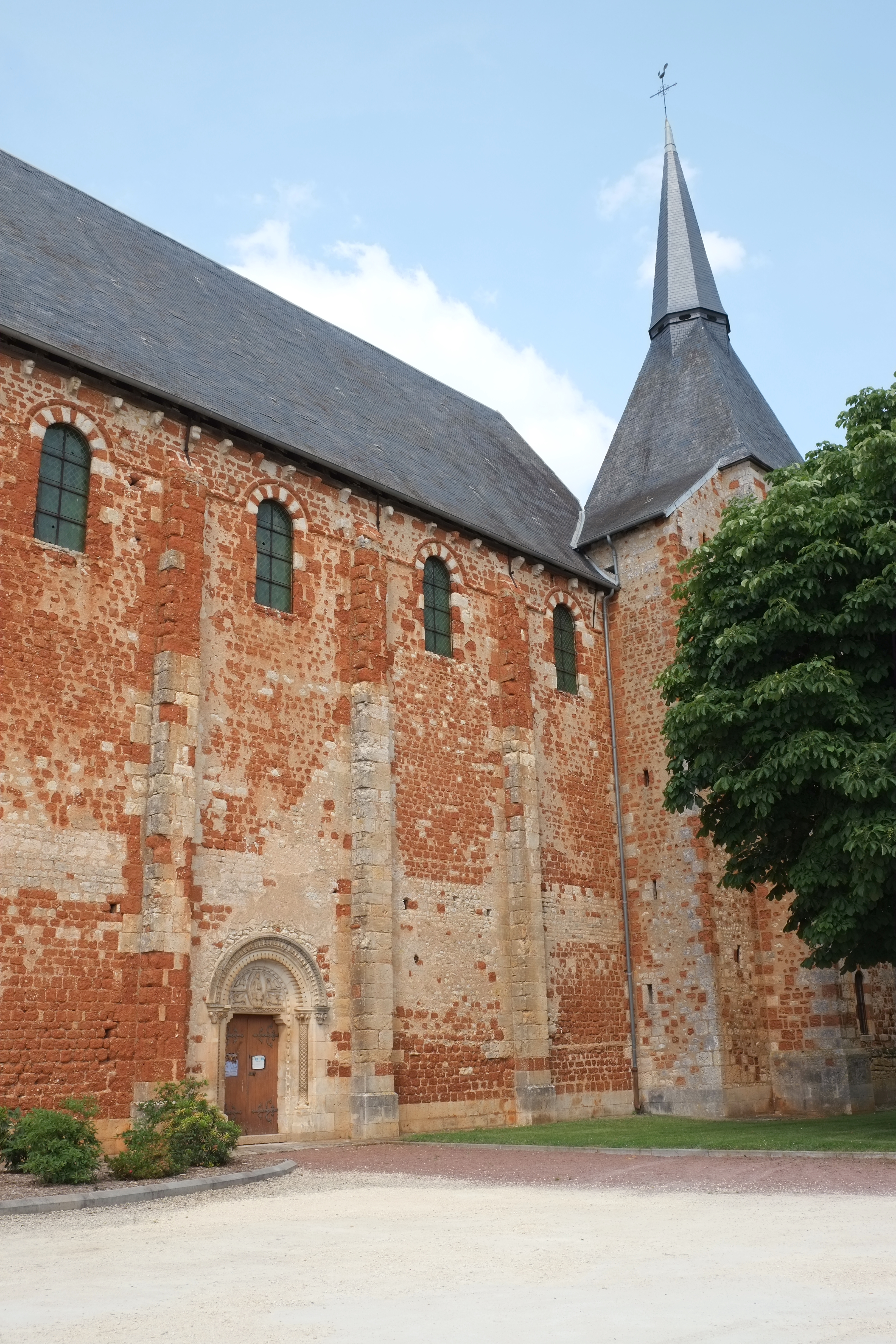
圣米歇尔教堂

2021年，沙罗境内暂无任何文化设施。沙罗境内建有市政多媒体中心（Médiathèque municipale），每周一和三向公众开放。

### 建筑
沙罗境内有多处历史建筑，其中圣米歇尔教堂为法国国家文物保护单位。

### 旅游
沙罗的旅游事务由其所属的伊苏丹地区市镇公共社区联合各级政府协调负责。2023年，沙罗境内暂无任何游客接待设施。

### 媒体
法国主要的媒体均可在沙罗接收，法国电视三台下属的中央-卢瓦尔河谷大区频道在部分时段播出沙罗所在谢尔省的地方新闻。《贝里共和党人报》、蓝色法兰西贝里广播、震动广播等是当地主要的地方性媒体。

## 友好城市
截至2024年6月，沙罗暂未建立任何友好城市关系。